# Йоель Ерікссон Ек
Йоель Ерікссон Ек (швед. Joel Eriksson Ek; 29 січня 1997, м. Карлстад, Швеція) — шведський хокеїст, центральний нападник. Виступає за «Фер'єстад» (Карлстад) у Шведській хокейній лізі.
Вихованець хокейної школи ХК «Фер'єстад». Виступав за «Фер'єстад» (Карлстад).
В чемпіонатах Швеції — 32 матчі (4+2), у плей-оф — 3 матчі (0+0).
У складі юніорської збірної Швеції учасник чемпіонату світу 2015.
Батько: Клас Ерікссон.

## Досягнення
- Чемпіон світу 2017.